# Selenistis pauliani
Selenistis pauliani là một loài bướm đêm trong họ Noctuidae.